# Île aux Vainqueurs
Île aux Vainqueurs (Frans voor Eiland van de veroveraars) is een klein onbewoond eiland in het Franse overzeese gebied Saint-Pierre en Miquelon, gelegen voor de kust van het eiland Saint-Pierre in de Atlantische Oceaan. Het eiland beslaat een oppervlakte van ongeveer 0,165 km2.

## Geografie
Île aux Vainqueurs is ongeveer 660 meter lang en 230 tot 610 meter breed. Samen met Île aux Marins, Île aux Pigeons en Grand Colombier, maakt Île aux Vainqueurs deel uit van een kleine eilandengroep rond Saint-Pierre.